# Geologisch monument Wolterholten
Het geologisch monument Wolterholten is een verzameling zwerfstenen ten noordwesten van Steenwijk in de gemeente Steenwijkerland in de Nederlandse provincie Overijssel. 

## Locatie
De zwerfstenen liggen bij buurtschap Witte Paarden, ten zuiden van Baars en ten noorden van Tuk. Het geologisch monument ligt ingeklemd tussen de Rijksweg 32 en de spoorlijn Arnhem - Leeuwarden, aan de onverharde weg Wolterholten en ligt op de westelijke flank van de Woldberg.
Naast het geologisch monument ligt er een heemtuin. Op ongeveer twee kilometer naar het oosten liggen de zwerfstenen Koe en Kalf.

## Geschiedenis
Toen na 1980 het verkeer van Steenwijk richting het noorden drukker werd, kwam er de behoefte aan een snelweg. In 1987-1988 werd ten noorden van Steenwijk de A32 aangelegd. Bij de aanleg van de snelweg werd de Woldberg doorsneden en kwamen vele tientallen stenen boven de grond, waarmee Rijkswaterstaat het monument heeft gemaakt.

## Stenen
De stenen zijn afkomstig uit de keileem van de stuwwal die in de voorlaatste ijstijd is ontstaan. In de keileem zaten naast de zwerfstenen ook andere stenen variërend van de grootte van grind tot aan zwerfkeien. Een aantal van de steenblokken heeft zijn weg gevonden naar de tuinen van particulieren. Ook zijn er stenen gebruikt om de grens van Friesland met Overijssel te markeren en voor een kunstwerk dat de vier jaargetijden uitbeeldt. Uiteindelijk hebben 143 zwerfstenen hun plek gevonden in het geologisch monument.
Diverse stenen hebben gletsjerkrassen. De stenen zijn voorzien van nummers en borden die aangeven wat voor steensoorten het betreffen.